# Jagdgeschwader 113
La Jagdgeschwader 113 (JG 113) (113e escadron de chasseurs) est une unité de chasseurs de la Luftwaffe pendant la Seconde Guerre mondiale.
Active à la mi-1944, l'unité était vouée à la formation des pilotes de chasse.

## Opérations
La JG 113 opère sur différents avions au cours de son activité :
- Arado Ar 96
- Messerschmitt Bf 109

## Organisation

### I. Gruppe
Formé le 15 juillet 1944 à Laupheim à partir du III./ZG 101 avec :
- Stab I./JG 113 à partir du III./ZG 101
- 1./JG 113 nouvellement créé
- 2./JG 113 à partir du 5./ZG 101
- 3./JG 113 à partir du 6./ZG 101

Le 15 octobre 1944, le I/JG 113 est renommé II./JG 106 avec :
- Stab I./JG 113 devient Stab II./JG 106
- 1./JG 113 devient 4./JG 106
- 2./JG 113 devient 5./JG 106
- 3./JG 113 devient 6./JG 106

Gruppenkommandeure (Commandant de groupe) :
| Début           | Fin             | Grade | Nom          |
| --------------- | --------------- | ----- | ------------ |
| 15 juillet 1944 | 15 octobre 1944 | Major | Franz Smolle |